# George Turner (politiker)
Sir George Turner, född 8 augusti 1851, död 13 augusti 1916, var en australisk liberal politiker.
Turner var i två omgångar premiärminister i Victoria. Han blev sedermera det federala Australiens första finansminister, en post som han innehade mellan 1901 och 1905 med ett kortare avbrott 1904. Han drog sig tillbaka från politiken efter valet 1906.